# Edward Burne-Jones
Pour les articles homonymes, voir Edward Jones, Burne (homonymie) et Jones.

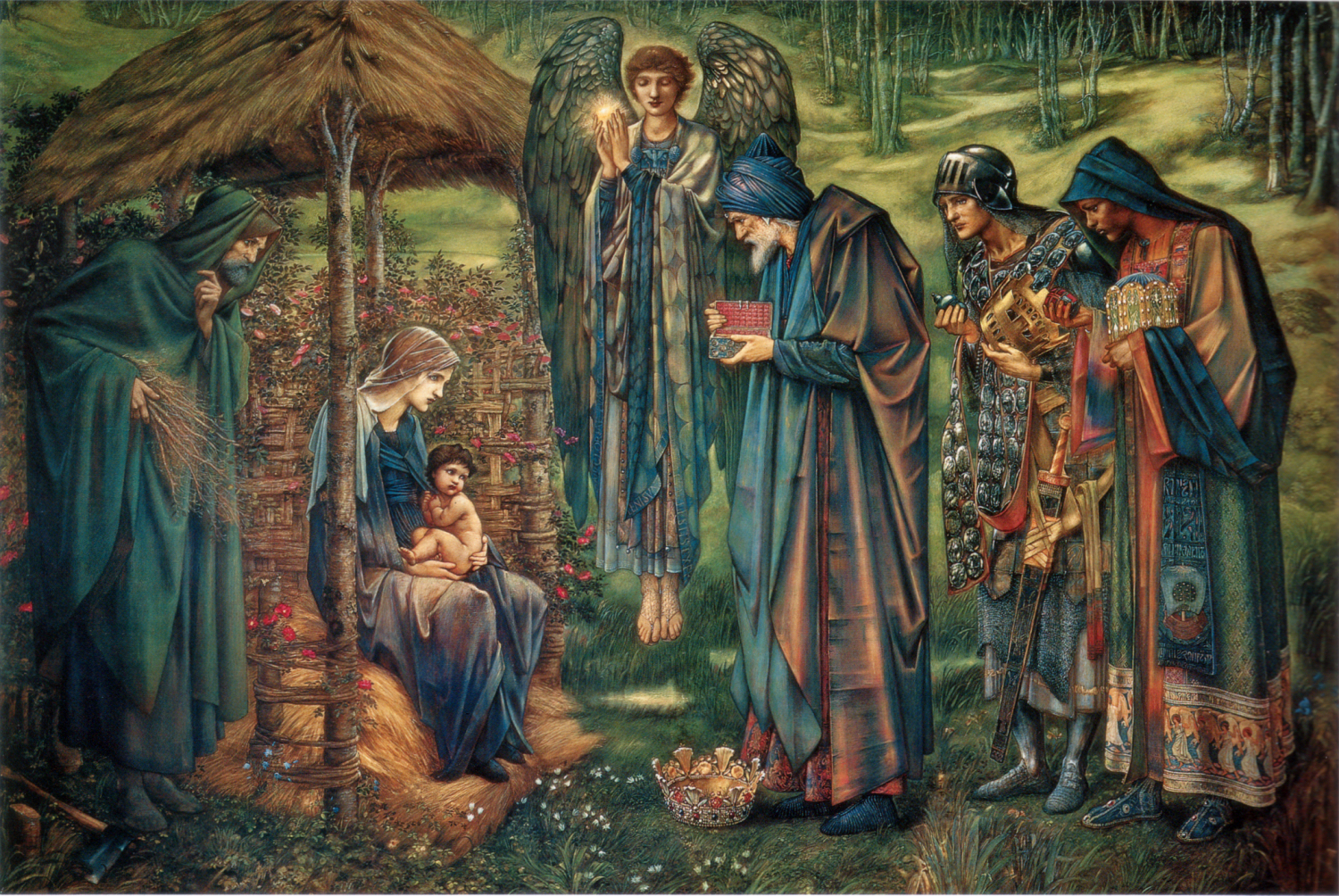
L'Étoile de Bethléem (1890), Birmingham Museum and Art Gallery.

Edward Burne-Jones, né le 28 août 1833 à Birmingham et mort le 17 juin 1898 à Londres, 1er baronnet, est un peintre britannique préraphaélite.

## Biographie
Ayant perdu sa mère quelques jours après sa naissance, Edward Burne-Jones est élevé par son père, à Birmingham, où il passe les vingt premières années de sa vie. Excellent élève, notamment en mathématiques, il se fait également remarquer par ses talents de dessinateur, croquant caricatures et portraits de ses professeurs et de ses camarades de classe.
En 1853, il part étudier au Collège d'Exeter d'Oxford où il rencontre William Morris. En 1855, ils effectuent ensemble un voyage dans le nord de la France et, à leur retour, Burne-Jones décide qu'il sera peintre. Il s'est inspiré des Métamorphoses d'Ovide.
En 1856, il quitte Oxford, sans avoir obtenu son diplôme, et s'installe à Londres où il partage un petit appartement, occupé précédemment par les peintres Dante Gabriel Rossetti et Walter Deverell. Hormis quelques leçons données par Rossetti lors de leur rencontre, Burne-Jones est un autodidacte. Ses premiers travaux, dont il puise les sujets dans la littérature romantique, sont des dessins au crayon ou à l'encre et des aquarelles.
En 1860, il épouse Georgina McDonald, la sœur d'un ancien camarade de classe (et tante de Rudyard Kipling). Modestement installés dans l'ancienne maison du peintre Henry Wallis, ils sont souvent les hôtes du couple Morris. Burne-Jones gagne sa vie comme dessinateur de vitraux pour le compte de plusieurs fabricants et devient, d'ailleurs, le principal dessinateur de la compagnie fondée par Morris.
En 1862, il effectue un second voyage en Italie, qu'il avait découverte en 1858, avec son épouse et le critique d'art John Ruskin. C'est à cette époque que Burne-Jones commence à développer son style propre, mêlant des éléments empruntés au préraphaélisme de Rossetti, au classicisme et aux primitifs italiens.
Burne-Jones aime peindre des personnages, de préférence d'après nature, ce qu'il fait quotidiennement à partir de 1867. En 1870, deux affaires vont considérablement l'ébranler. Tout d'abord, il est vivement critiqué pour sa toile Phyllis and Demophoön, représentant un couple nu, ce qui l'oblige à démissionner de l'Old Watercolour Society dont il était membre depuis 1864. Ensuite, sa liaison avec Maria Zambaco, un de ses modèles, fait un scandale dont il a du mal à se relever.
Ayant recentré son travail sur l'huile, Burne-Jones devient un peintre reconnu, jusqu'en France où nombre de ses travaux sont exposés lors de l'Exposition universelle de 1878 à Paris. C'est à cette époque qu'il peint ses plus belles toiles, comme L'Escalier d'or (1880) ou encore Le Roi Cophetua et la Jeune Mendiante (1884), toutes deux exposées à la Tate Gallery de Londres.
Il collabore toujours avec son ami William Morris, réutilisant ses croquis préparatoires pour décorer du carrelage, des pianos, des bijoux, des costumes de théâtre ou encore des tapisseries.
En 1885, il devient, à contrecœur, membre de l'Académie Royale de peinture. Il n'expose qu'une seule fois son travail et démissionne en 1893. Reconnu comme un des peintres majeurs du préraphaélisme tardif, il est anobli en 1894 par le premier ministre William Ewart Gladstone.
Vers 1895, Madeleine Deslandes (1866-1929), journaliste au Figaro, vient de France pour réaliser un article[réf. nécessaire] sur son travail et il fera d'elle un portrait (Melbourne, National Gallery of Victoria).
Les 57 illustrations des Œuvres complètes de Chaucer (1895) furent une de ses dernières réalisations pour William Morris et sa Kelmscott Press, alors qu'il était déjà malade.
Edward Burne-Jones a participé aux activités de la Royal Drawing Society et a exposé à l'exposition annuelle du Royal Glasgow Institute of the Fine Arts.
Six jours après sa mort, à la suite de l'intervention du prince de Galles, une cérémonie funéraire eut lieu à l'abbaye de Westminster. C'était la première fois qu'un artiste était ainsi honoré. Burne-Jones fut ensuite inhumé dans le cimetière de l'église St Margaret (en) dans le village de Rottingdean (en) (East Sussex), où il avait l'habitude de passer ses vacances.
En Belgique, le maître symboliste Fernand Khnopff vouait un véritable culte à Burne-Jones.
Le poète Algernon Swinburne a dédié « affectueusement et admirativement » à Burne-Jones ses Poèmes et Ballades (Poems and Ballads), parus en 1866.

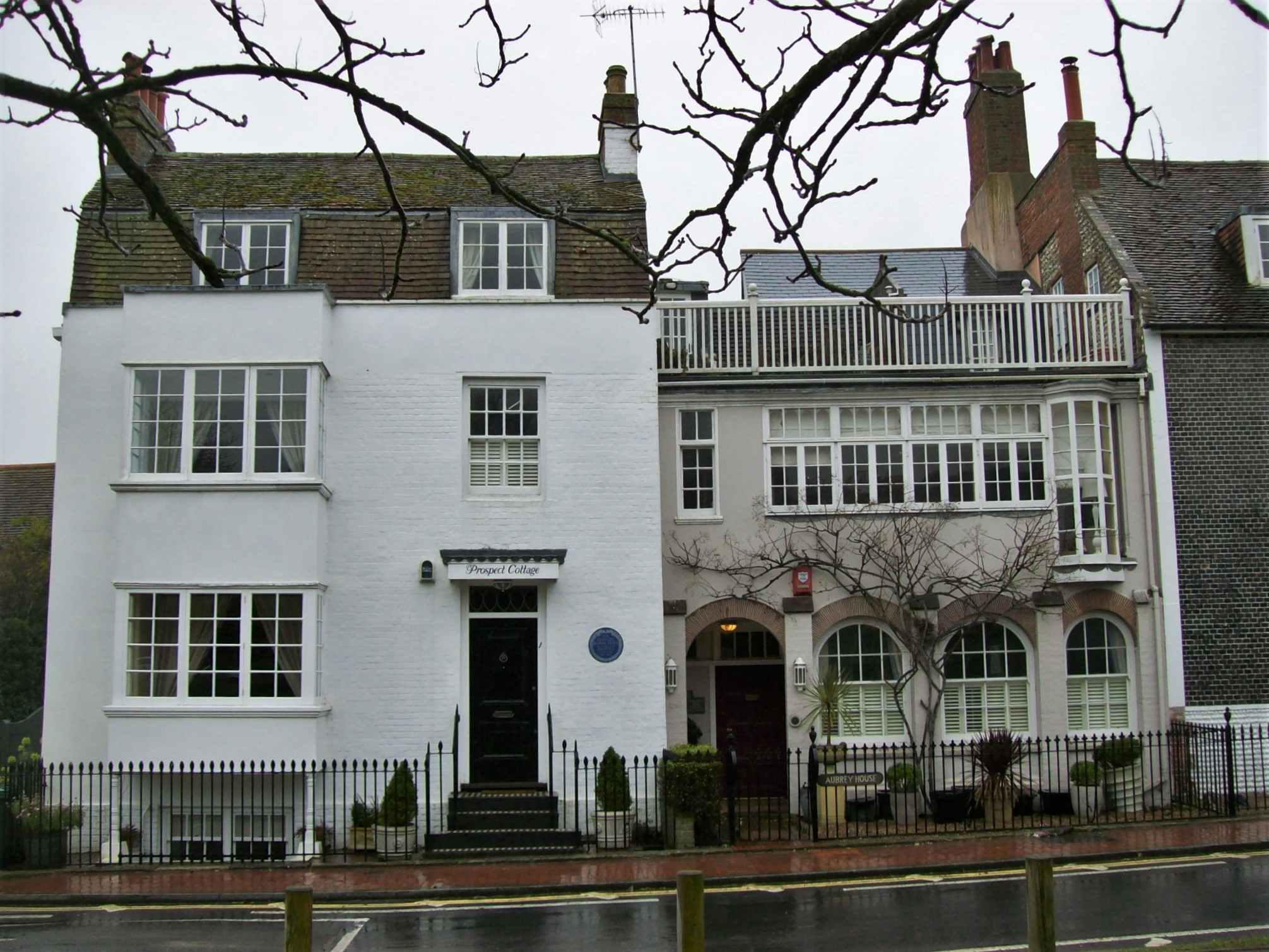
Prospect Cottage à Rottingdean, la résidence de vacances d'Edward Burne-Jones et le village où il est enterré.

## Œuvres dans les collections publiques
- Le Chevalier miséricordieux, 1863, Birmingham, Birmingham Museum and Art Gallery.
- Le Chant d'amour, 1868-1877, New York, Metropolitan Museum of Art.
- Cycle des Jours de la Création, 1870-1876, Cambridge (Massachusetts), Fogg Art Museum.
- La Roue de la Fortune, 1883, Paris, musée d'Orsay.
- Cycle de Persée, 1884-1885, Southampton City Art Gallery, Southampton, & Staatsgalerie, Stuttgart.
- Les Trois Grâces, vers 1885, Carlisle, Tullie House Museum.
- Portrait de la baronne Madeleine Deslandes (1895-1896), Melbourne, National Gallery of Victoria.
- Portrait de Lady Frances Balfour, vers 1880, Nantes, musée d'Arts.

## Galerie

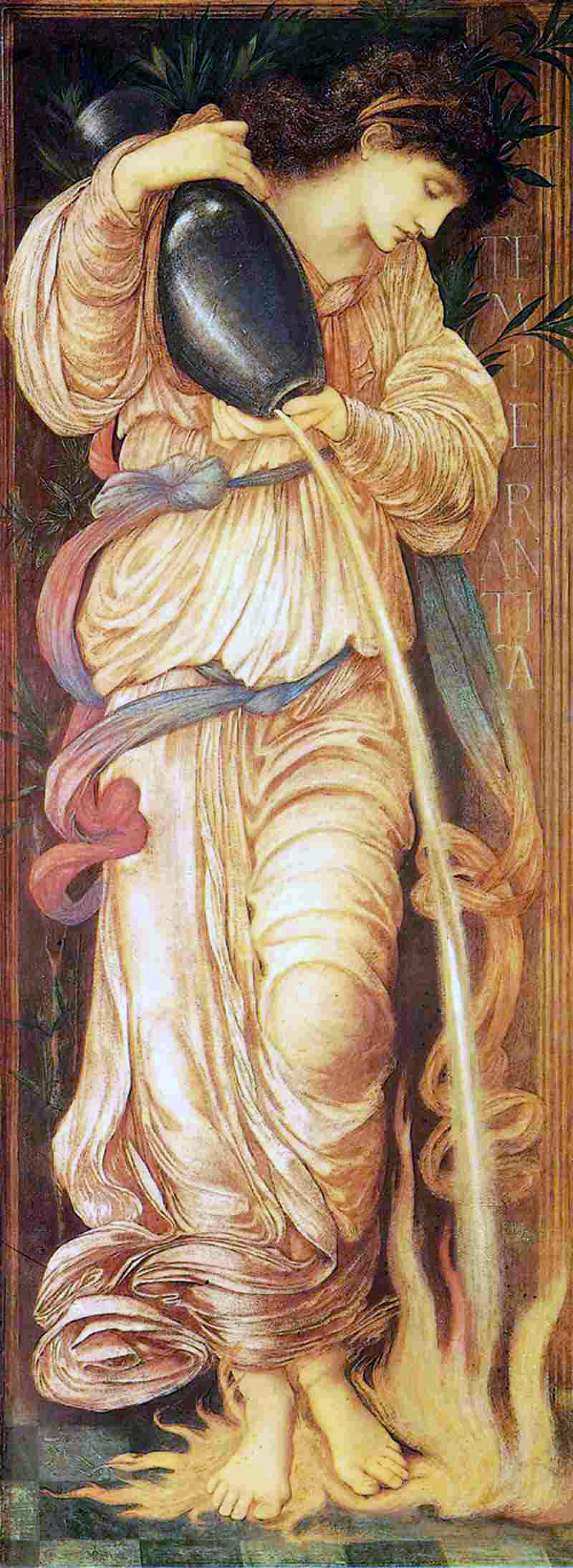
La Tempérance (1872), collection particulière.
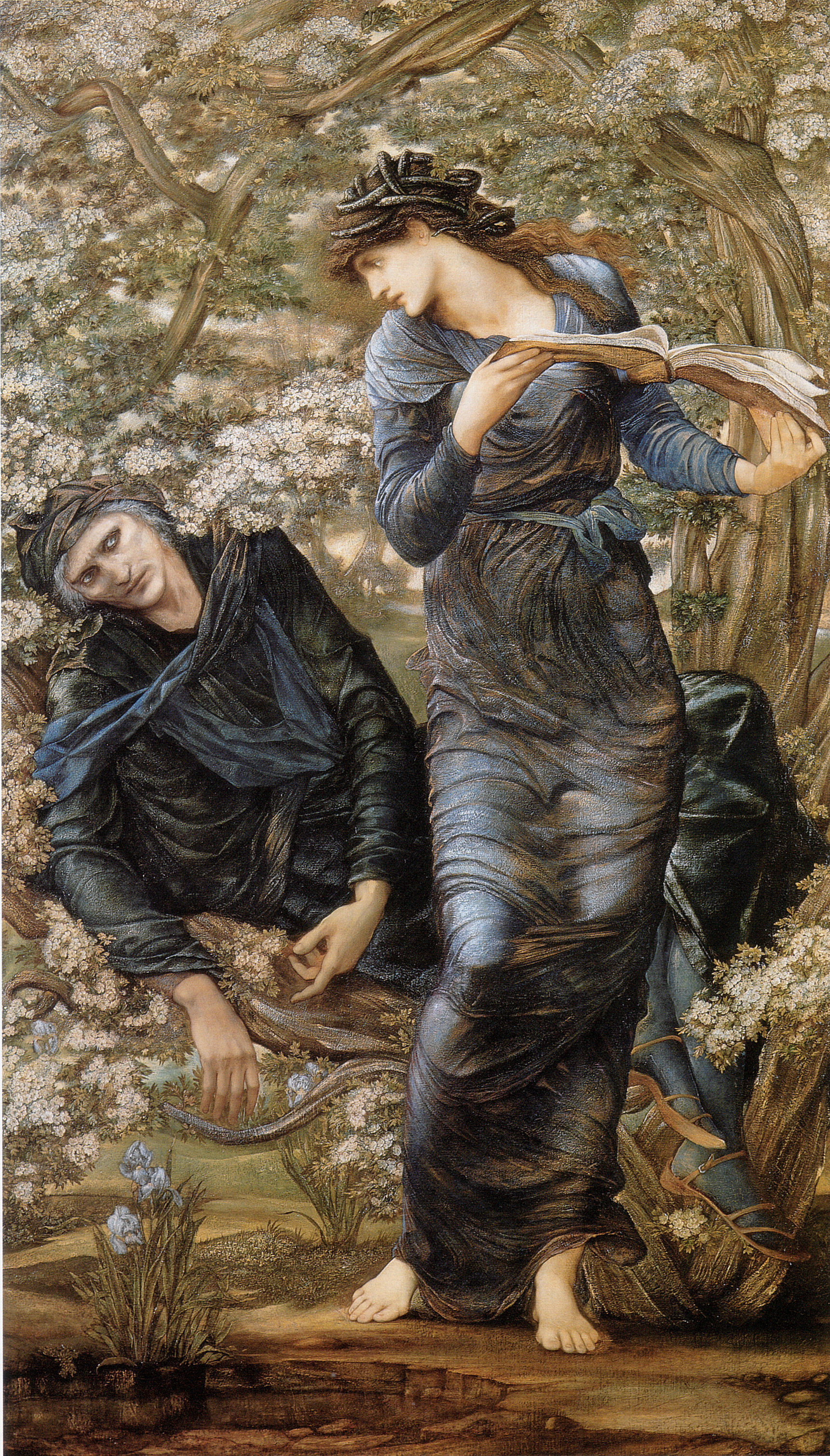
L'Enchantement de Merlin (1874), Port Sunlight, Lady Lever Art Gallery.
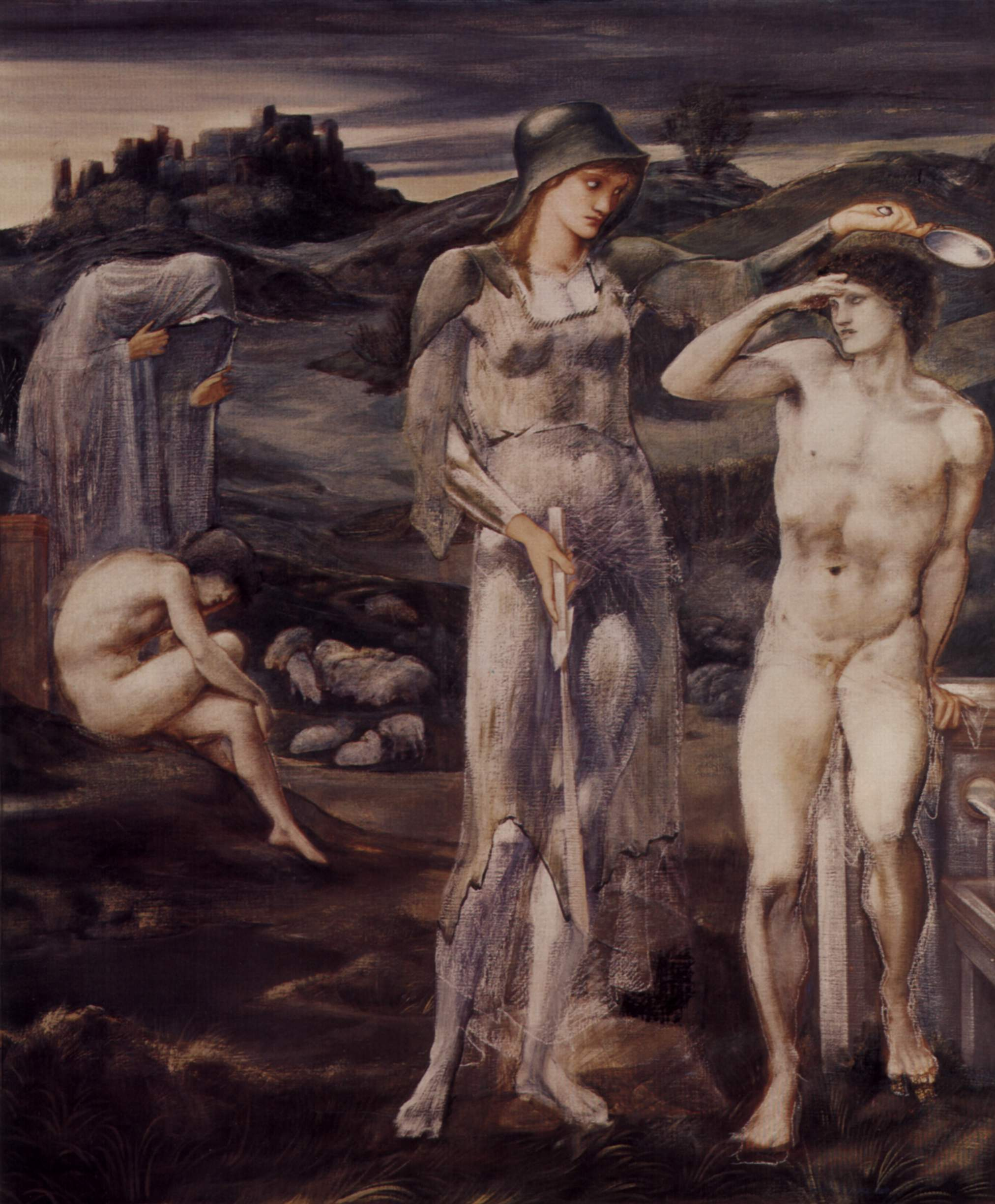
Le Rendez-vous de Persée (1877), Stuttgart, Staatsgalerie.
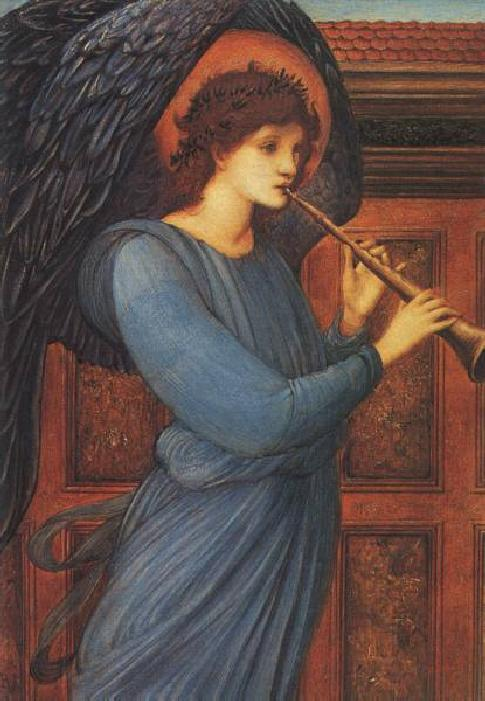
L'Ange (1881), Glasgow, Kelvingrove Art Gallery and Museum.
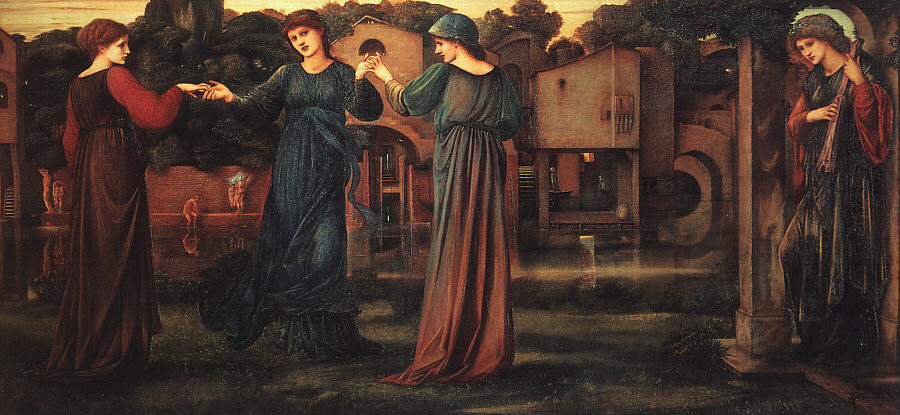
Le Moulin (1882), Londres, Victoria and Albert Museum.
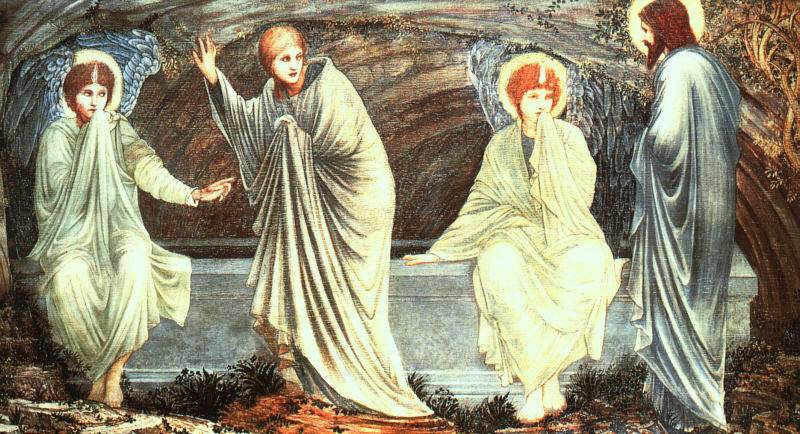
Le Matin de la résurrection (1882), Londres, Tate Britain.
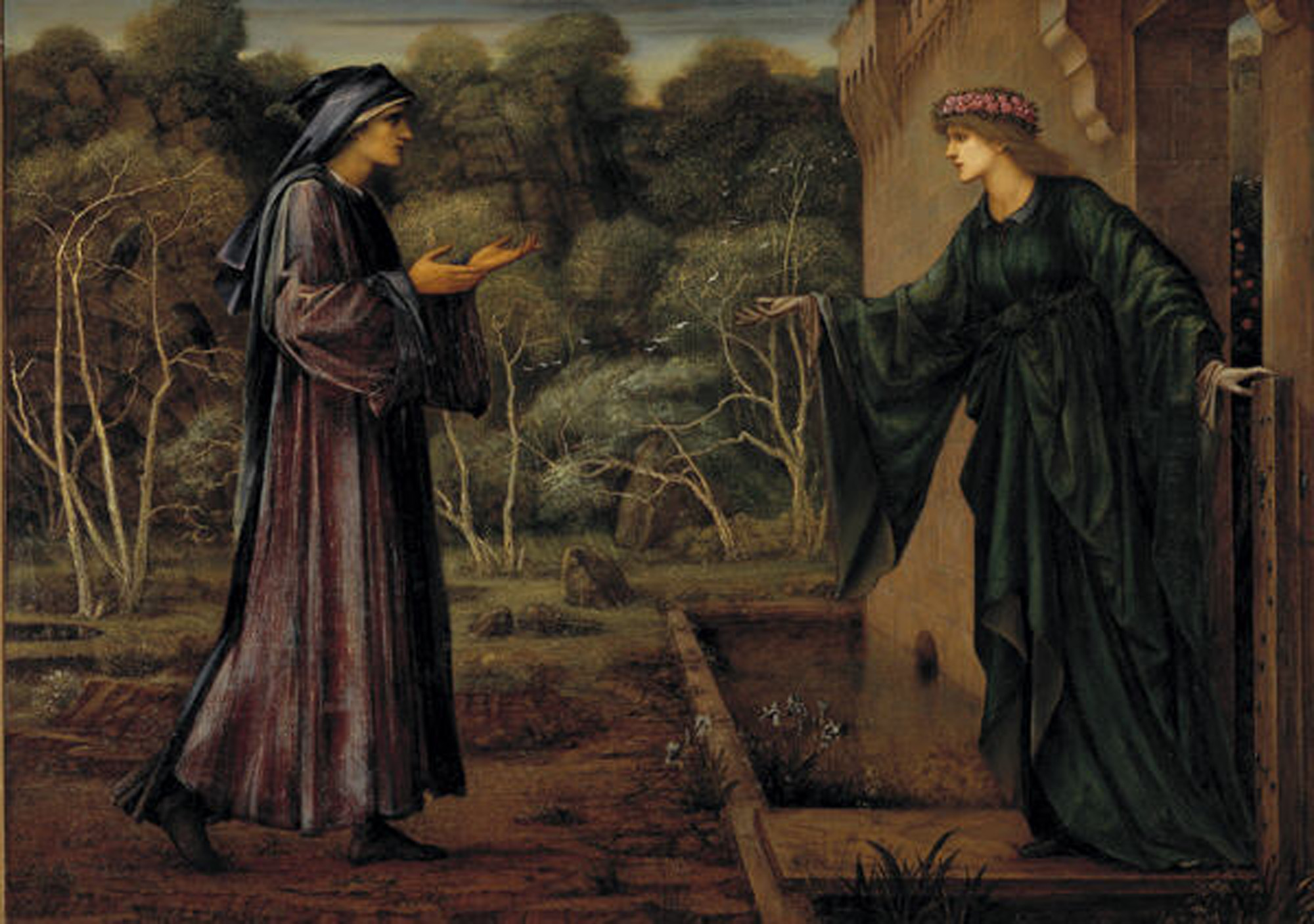
Le Pèlerin à la porte de l'oisiveté (1884), Dallas Museum of Art.
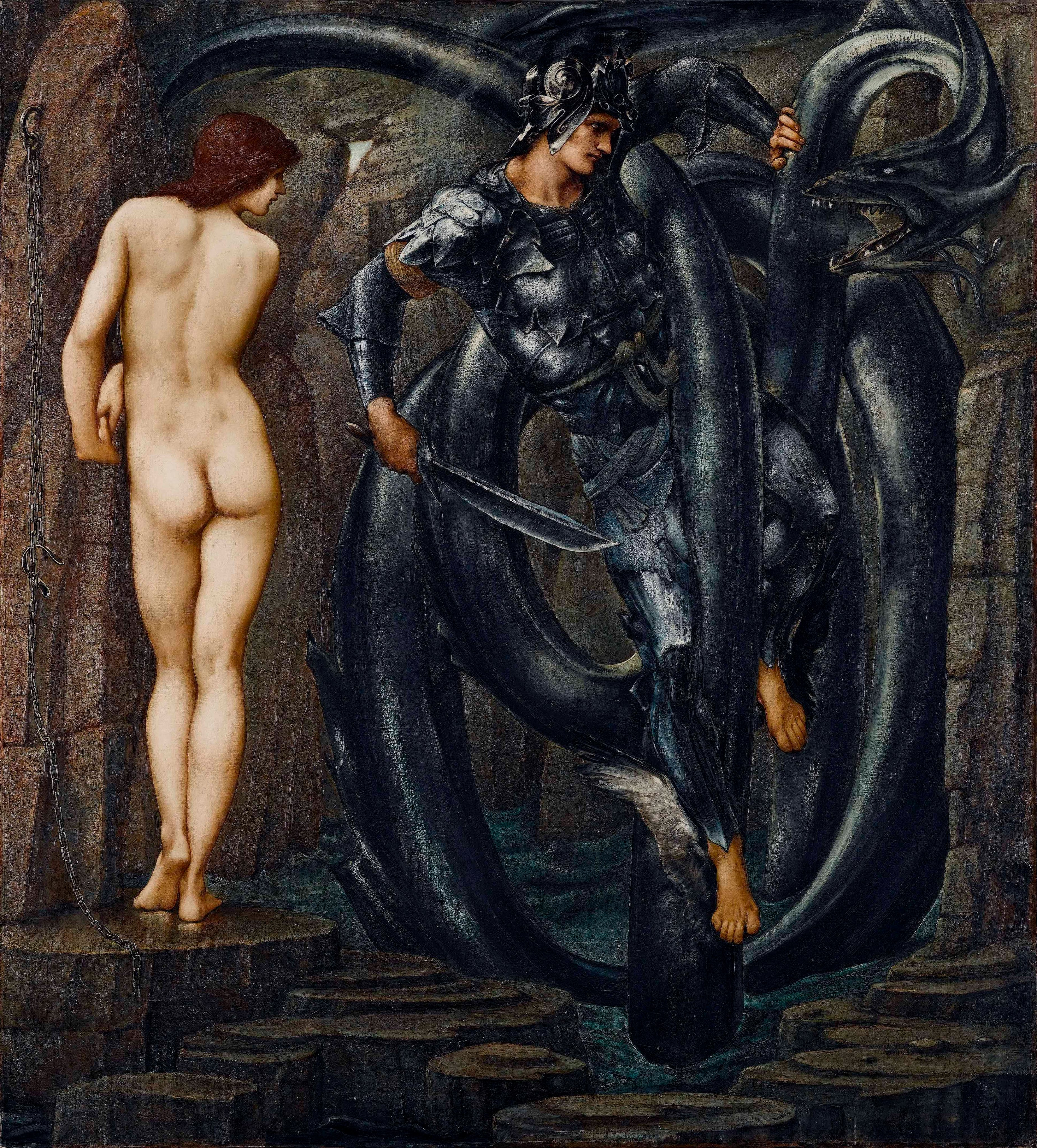
Le Funeste Destin accompli (1884-1885), cycle de Persée, Southampton, Southampton City Art Gallery.
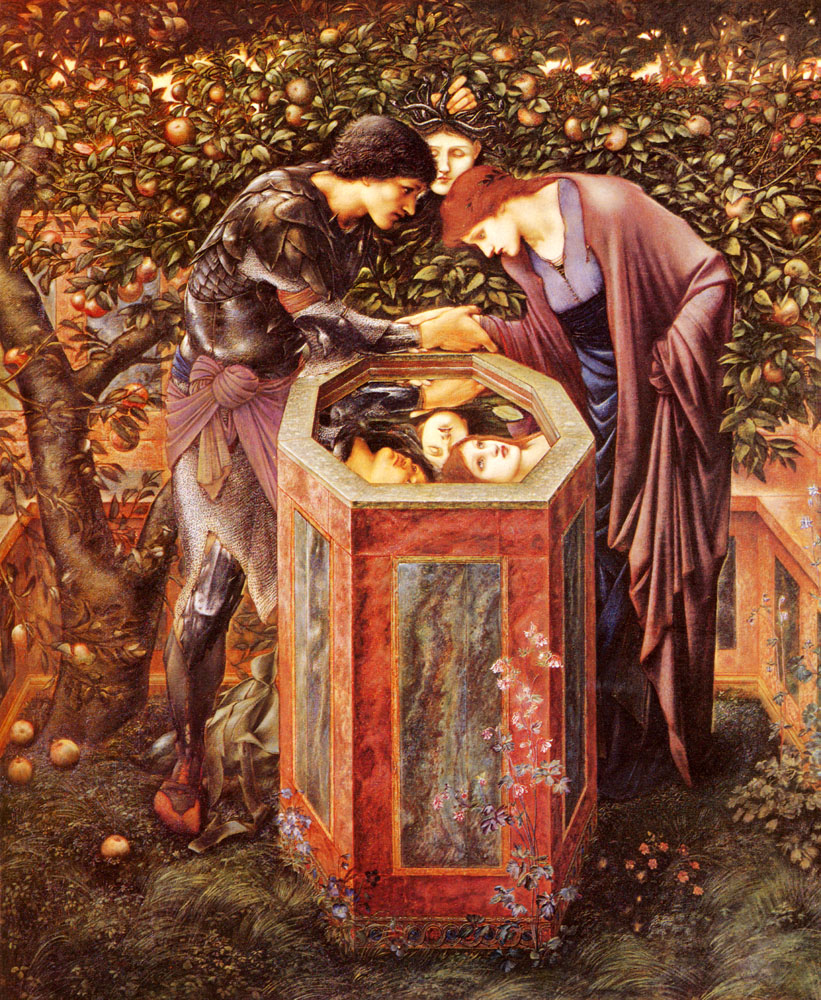
La Tête funeste (1886-1887), Stuttgart, Staatsgalerie.
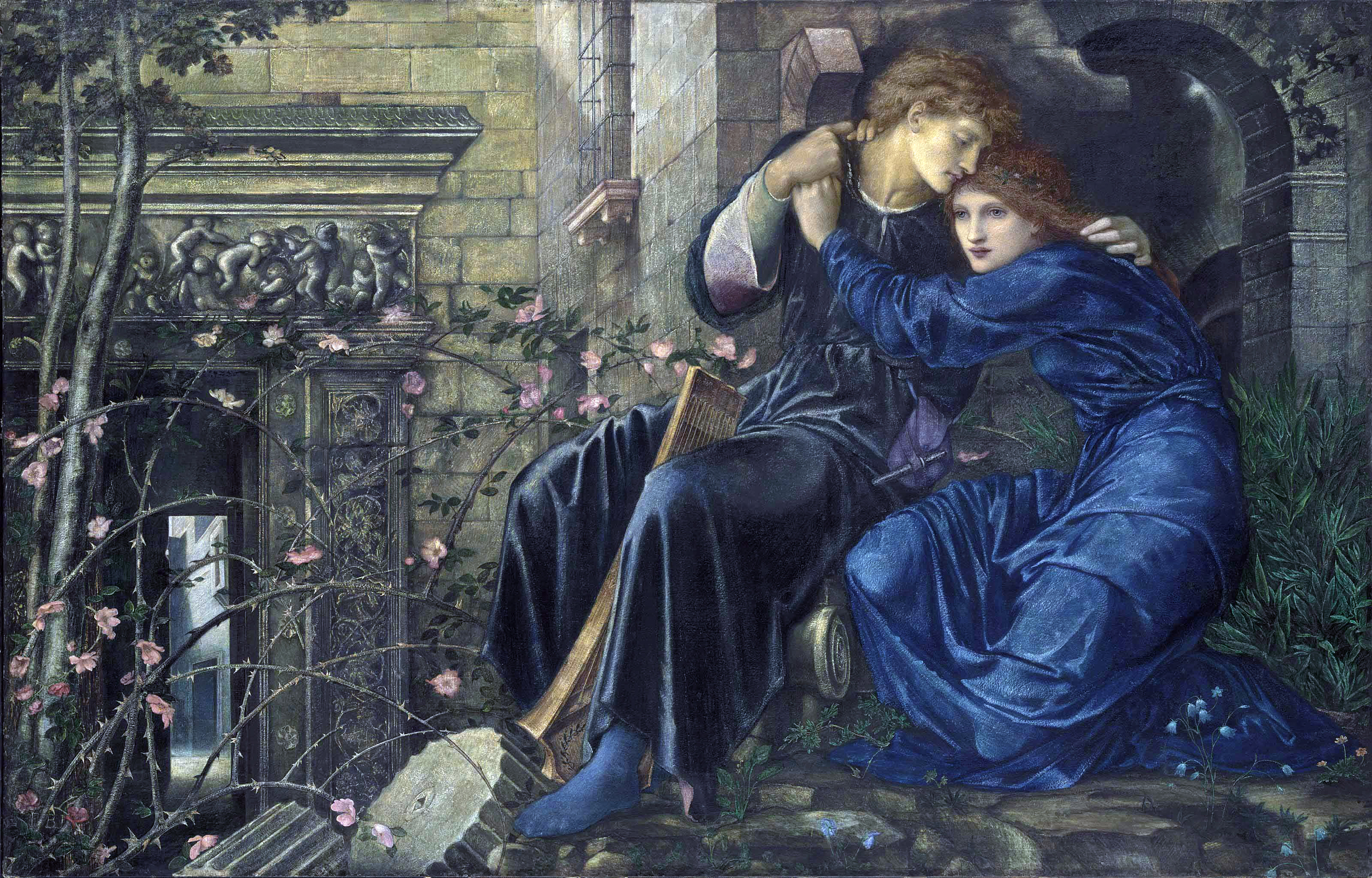
Amour au milieu des ruines (1894), Wolverhampton, Wightwick Manor.
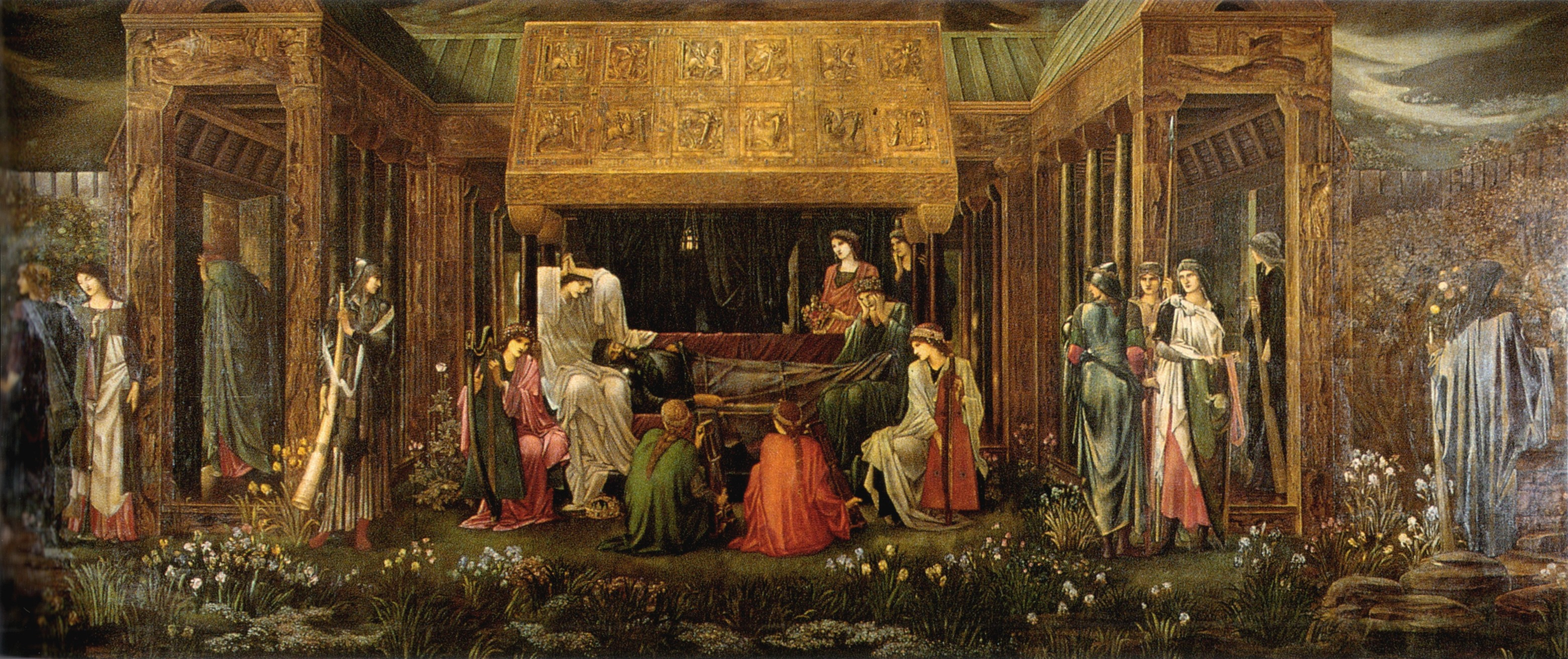
Le Sommeil d'Arthur à Avalon (1881-1898), Ponce, musée d'Art de Ponce.
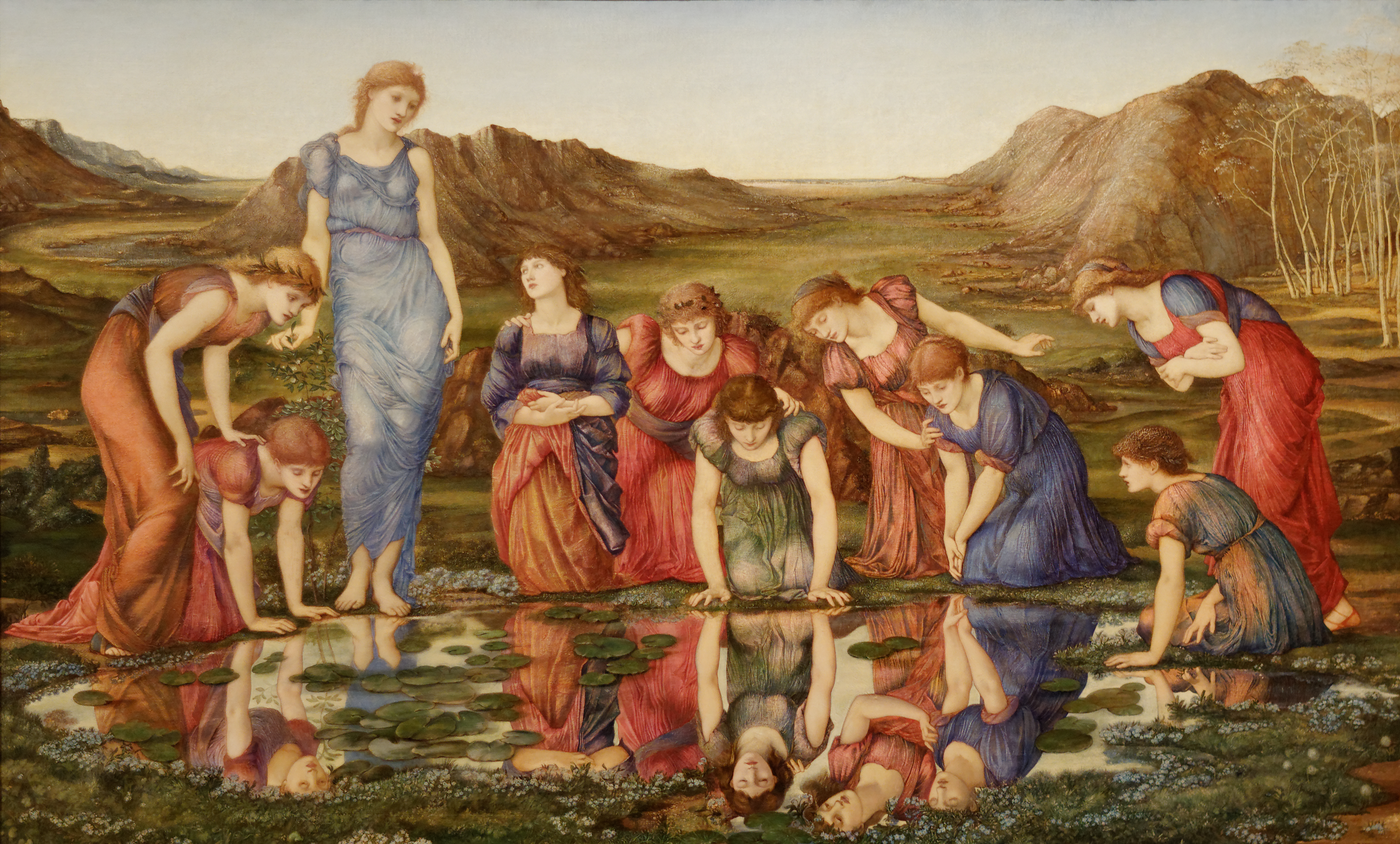
Le Miroir de Vénus (1877), Lisbonne, musée Calouste-Gulbenkian.